# 平城山丘陵
平城山丘陵（ならやまきゅうりょう）は、奈良県奈良市と京都府木津川市の県境を東西に延びる丘陵。また、西部を佐紀丘陵、東部を佐保丘陵と独立して呼ぶことがある。
平城山は多くの別表記を持つ。古綴では、平城山の他に那羅山、平山があり、さらに奈良山、乃楽山とも。大和国と山城国の国境を成すことから手向山ともいった。
奈良の地名の語源の一とされる。

## 概要
海抜100m前後の洪積層佐保累層の砂礫層が大部分を占め、盆地床との比高は80m。一部にバッドランドがみられる。丘陵内は小谷が樹枝状に形成され、河川は分水界が奈良市側に偏っており、丘陵が北へ傾斜していることから京都府側へ北流する。第二次世界大戦後は一時米軍基地となったが、奈良ドリームランド開園後は住宅地化が進み、現在は平城・相楽ニュータウンが建設されている。丘陵の西側は生駒山地の裾、東側は笠置山地の裾があり、山裾南には佐保川が西流する。ただし、ここで言う生駒山地は生駒山地主部のほかに矢田丘陵と西ノ京丘陵を含んでおり、平城山丘陵に近接するのは西ノ京丘陵である。
平城山丘陵は奈良盆地と京都盆地に接し、古くは大和から山城（山背）へ行く際は、奈良時代は西の歌姫越、平安時代以降は東の般若寺越が使われ、ともに奈良坂とも呼ばれた。万葉集では小松、峰の黄葉、霧、黒木、鳥、児手柏などが題材として詠まれ、八雲御抄には大和の名所として、五代集歌枕には山城の名所として挙げられている。また、丘陵内には古墳時代後期の古墳や奈良時代の瓦窯が、丘陵の南には佐紀盾列古墳群が残っている。

## 歴史上のナラの古綴
- 日本書紀・風土記 - 平城、儺羅、那羅、乃楽[12]

『日本書紀』崇神天皇10年9月条には「則ち精兵を率て、進みて那羅山に登りて軍す。時に官軍屯聚みて、草木をふみならす。因りてその山を号けて、那羅山と曰う。」と地名説話が書かれている。
- 万葉集 - 奈良、平、寧楽、名良、寧[12]
- 日本三代実録 - 奈良[12]
- 唐書 - 諾楽[12]
- 延喜式 - 那良[12]

## 遺跡
- 馬場南（文廻池）遺跡
- 赤ヶ平遺跡
- 岡田国遺跡
- 灯篭寺遺跡
- 片山遺跡
- 内田山遺跡・古墳群
- 瓦谷遺跡・古墳群・埴輪群
- 大畠遺跡
- 相楽山遺跡
- 木津城山遺跡
- 上人ヶ平遺跡・古墳群・埴輪窯跡群
- 白口遺跡
- 西山遺跡
- 弓田遺跡
- 上津遺跡
- 木津遺跡

## 古墳
- 瓦谷１号墳
- 西山塚古墳
- 椿井大塚山古墳
- 平尾城山古墳
- ウワナベ古墳
- コナベ古墳
- 石のカラト古墳

## 瓦窯
- 鹿背山瓦窯
- 中山瓦窯跡
- 瀬後谷瓦窯跡
- 山陵瓦窯跡
- 押熊瓦窯跡
- 乾谷瓦窯跡
- 歌姫西瓦窯跡
- 音如ヶ谷瓦窯跡
- 歌姫瓦窯跡
- 梅谷瓦窯跡
- 五領池東瓦窯跡
- 市坂瓦窯跡

## 伝統行事
- 現在も行われる行事
- かつて行われた行事
  - 榜示さらえ（奈良市、榜示改めとも）

2月15日に村の周辺に土を盛って炭を埋め、境界の設定をしてまわる。平城ニュータウン建設後は榜示さらえの必要がなくなり、以降行われていない。
榜示さらえが行われる地域では、明治時代、県道周辺のみ歌姫所有地で残りは佐紀の個人持ちが連なっていた歌姫領を、佐紀が自分達の領分と主張し、また山陵も東側だけ佐紀に囲まれていたため、山陵と佐紀との間で争いが起こった。そこで歌姫は山陵と連合して佐紀と境界争いをし、大審院まで上訴した結果、歌姫・山陵側が勝訴。その判決の出た2月15日を記念し、毎年2月15日には村中寄ってまわり、昼過ぎにまわり終えると氏神に赴き、その神前で判決書を朗読し、あと直会をするようになった。
同様のことは7月10日の中山の金比羅の日にもあり、村の若者らが土中に炭を埋めたあと杭を立てていた。